# Messier 74
Messier 74 (M74 o NGC 628) és una galàxia espiral situada a la constel·lació de Peixos. Va ser descoberta per Pierre Méchain el 1780 i va comunicar el seu descobriment a Charles Messier, que la va incloure al seu catàleg.
La galàxia conté dos braços espirals molt ben definits i és, per tant, utilitzada com a exemple de disseny d'una galàxia espiral. Les galàxies amb baixa lluentor superficial són els objectes de Messier més difícils d'observar per astrònoms aficionats. Tanmateix, la relativament gran mida angular de la galàxia i el fet que està orientada de cara a nosaltres, la fa un objecte ideal per a l'estudi de l'estructura dels braços espirals i la densitat d'ona espiral.
Té un diàmetre de 80.000 anys llum. Els seus braços espirals contenen moltes estrelles joves o en formació. M74 és el component més brillant d'un cúmul de galàxies que compren : NGC 660, UGC 1171, UGC 1175, UGC 1176, UGC 1195 et UGC 1200.
S'hi han descobert dues supernoves: SN 2002ap and SN 2003gd:
- SN 2002ap, descoberta per un aficionat el 29 de gener de 2002 i que va arribar a la magnitud aparent de 12,3.
- SB 2003gd, descoberta el 12 de juny 2003, menys brillant, amb una magnitud aparent de 13,2.

SN 2002ap és una de les poques supernoves (o hipernoves) del tipus Ic observades recentment a una distància de 10 Mpc. Aquesta supernova ha estat usada per provar les teories sobre els orígens de supernoves de similar tipus Ic a distàncies molt superiors i teories sobre la connexió entre supernoves i esclats de raigs gamma.
SN 2003gd és una supernova de tipus II-P. Les supernoves de tipus II tenen lluminositat coneguda, per tant, poden ser usades per a mesurar distàncies acuradament. El mesurament de la distància de M74 usant SN 2003gd és 9.6 ± 2.8 Mpc, o 31 ± 9 milions d'anys llum. Per comparació, les distàncies mesurades usant les supergegants més brillants són 7.7 ± 1.7 Mpc and 9.6 ± 2.2 Mpc. Ben E. K. Sugerman va trobar un "eco lleuger" – una reflexió d'una explosió de supernova associada a SN 2003gd que va aparèixer després de la mateixa explosió. Aquesta és una de les poques supernoves en què s'ha trobat aquesta reflexió. Aquesta reflexió sembla provenir d'una mena de llençol de pols que hi ha davant de la supernova, i que pot ser utilitzat per determinar la composició de la pols interestel·lar.

## Informació del grup galàctic
M74 és el membre més brillant del grup M74, un grup de 5-7 galàxies que inclouen la galàxia peculiar espiral NGC 660 i algunes galàxies irregulars. Basant-se en diferents mètodes d'identificació de grups el nombre exacte de membres d'aquest grup encara resta incert.

## Formació estel·lar
|  |

## Presumpte forat negre
El 22 de març de 2005, es va anunciar que l'observatori de raigs X Chandra havia observat una font de raigs X ultralluminosa (UXL en anglès) a l'M74, radiant més raigs X que el que una estrella de neutrons faria en intervals períodics en unes dues hores. Té una massa estimada d'uns 10.000 Sols. Això, és un indicador d'un forat negre de massa intermèdia. Això podria ser una classe poc comuna de forats negres, entre la mida dels forats negres estel·lars i els forats negres massius teòrics que resideixen al centre de moltes galàxies. És per això, que es pensa que no formen d'un senzilla supernova, sinó possiblement d'un nombre de forats negres estel·lars d'un cúmul estel·lar. La font de raigs X s'ha identificat com CXOU J013651.1+154547.

## Observació
Messier 74 està situat a 1.5° est-nord-est d'Eta Piscium. La galàxia té la lluentor superficial més baixa de tots els objectes de Messier. És força difícil de veure sinó és sota excel·lents condicions de claredat i foscor, i pot resultar difícil de veure en llocs afectats per contaminació lumínica. La galàxia es pot veure millor sota baixa ampliació; quan s'amplia molt, l'emissió difusa es fa més estesa i apareix massa feble per a veure's clarament. A més, la galàxia es pot veure més fàcilment utilitzant la visió lateral quan l'ull està completament adaptat a la foscor.